# August Erlingmark
Jan August Erlingmark, född 22 april 1998 i Härlanda församling i Göteborg, är en svensk fotbollsspelare som spelar för IFK Göteborg.

## Klubbkarriär
Erlingmark inledde karriären i Sävedalens IF och tog inför säsongen 2015 klivet över till IFK Göteborg. Två år senare, i den första försäsongsmatchen 2017, gjorde August Erlingmark sin a-lagsdebut i Blåvitt mot norska Sarpsborg. En dryg månad senare fick han även göra sin tävlingsdebut i cupmötet mot Arameisk-Syrianska IF den 26 februari 2017.
Efter att ha övertygat under försäsongen belönades han i mars 2017 med ett a-lagskontrakt i IFK Göteborg. Senare under våren, närmare bestämt den 26 april, gjorde Erlingmark sin allsvenska debut. I hemmamötet med Hammarby IF byttes han nämligen in i halvtid, sedan IFK Göteborg åkt på två mittbacksskador.
Den 12 januari 2022 värvades Erlingmark av grekiska Atromitos, där han skrev på ett 1,5-årskontrakt. I oktober 2022 förlängde Erlingmarks kontrakt med Atromitos med ytterligare två år.
Den 9 juli 2024 blev Erlingmark klar för en återkomst i IFK Göteborg, där han skrev på ett 4,5-årskontrakt.

## Landslagskarriär
Den 12 januari 2020 debuterade Erlingmark för Sveriges A-landslag i en 1–0-vinst över Kosovo.

## Spelstil
Likt sin far, Magnus Erlingmark, är August Erlingmark en allround spelare och kan användas på såväl innermittfältet som mittback. Även om han i första hand ses som mittfältare kom den allsvenska debuten som just mittback.

## Familj
August är son till IFK Göteborg-legendaren Magnus Erlingmark, som gjorde 278 allsvenska matcher för klubben och tog VM-brons 1994.

## Karriärstatistik
| Klubb                                                 | Säsong            | Inhemsk liga      | Inhemsk liga | Inhemsk liga | Nat. täv. | Nat. täv. | Internat. täv. | Internat. täv. | Totalt | Totalt |
| Klubb                                                 | Säsong            | Serie             | SM           | Mål          | SM        | Mål       | SM             | Mål            | SM     | Mål    |
| ----------------------------------------------------- | ----------------- | ----------------- | ------------ | ------------ | --------- | --------- | -------------- | -------------- | ------ | ------ |
| IFK Göteborg                                          | 2017              | Allsvenskan       | 2            | 0            | 1         | 0         | 0              | 0              | 3      | 0      |
| IFK Göteborg                                          | Totalt i klubblag | Totalt i klubblag | 2            | 0            | 1         | 0         | 0              | 0              | 3      | 0      |
| Antal matcher och mål är korrekt per den 16 maj 2017. |                   |                   |              |              |           |           |                |                |        |        |